# Каменков, Георгий Владимирович
Георгий Владимирович Каменков (1908—1966) — советский учёный, директор Московского авиационного института в 1956—1958 годах, доктор технических наук (1937), профессор (1938).

## Биография
Родился 12 января 1908 года в семье служащего Московско-Казанской железной дороги на станции Ночка. Его отец — Владимир Дмитриевич, окончивший путейский институт, был начальником этой станции. Затем отца перевели в Рузаевку, позже — в Саранск и Казань.
Георгий окончил в 1924 году в Саранске два курса педагогического техникума и в этом же году переехал в Казань, где в 1926 году поступил в Казанский государственный университет (КГУ), который окончил в 1930 году. Затем обучался в аспирантуре на кафедре теоретической механики, одновременно прошёл одногодичную стажировку в лабораториях ЦАГИ и в 1932 году защитил кандидатскую диссертацию на тему «Вихревая теория любого сопротивления». В 1937 году защитил докторскую диссертацию на тему «Об устойчивости движения».
В 1932 году, в связи с организацией в Казани авиационного института, Георгий Каменков был переведён из КГУ во вновь образованный вуз. В 1932—1949 годах работал в Казанском авиационном институте (КАИ): в 1932 году — ассистент, в 1933 году — доцент, в 1935 году — заведующий кафедрой аэродинамики, в 1937 году — заместитель директора по научно-учебной части, в 1944—1949 годах — директор вуза. В сотрудничестве с Н. Г. Четаевым Каменковым в Институте была построена аэродинамическая труба.
Во время Великой Отечественной войны по совместительству работал начальником Казанского филиала ЦАГИ, имел звание инженер-подполковник. На аэродинамической трубе КАИ выполнил ряд важных для повышения обороноспособности страны исследований по авиационной тематике.
С 1949 года Г. В. Каменков работал в Московском авиационном институте: в 1949—1955 годах — заместитель директора по научной работе, в 1956—1958 годах — директор, в 1949—1966 — заведующий кафедрой аэродинамики.
Умер 9 октября 1966 в Москве и похоронен на Головинском кладбище.
Был награждён орденами Ленина, Трудового Красного Знамени, «Знак Почёта» и медалями.